# Volker Plagemann
Volker Plagemann (* 8. November 1938 in Hamburg; † 10. Mai 2012 in Bremen) war ein deutscher Kunsthistoriker, Kulturpolitiker und Publizist.

## Biografie
Plagemann studierte Architektur, Musik und Kunstwissenschaften und wurde 1966 an der Universität Hamburg über die Geschichte der deutschen Kunstmuseen promoviert. Er habilitierte sich 1973 an der RWTH Aachen, 1975 an der Universität Hamburg über Denkmäler und Brunnen in Hamburg im 19. Jahrhundert.

Von 1973 bis 1980 leitete er als Senatsrat die Bremer Kulturbehörde und von 1980 bis 2003 als Senatsdirektor die Hamburger Kulturbehörde. Parallel lehrte Plagemann seit 1975 als Privatdozent, von 2001 bis 2003 als Honorarprofessor für Kunstgeschichte an der Universität Hamburg.
Plagemann war 30 Jahre lang Mitglied des Kulturausschusses der Kultusministerkonferenz und 20 Jahre lang Mitglied des Kulturausschusses des Deutschen Städtetages (13 Jahre als dessen Vorsitzender).
Als Kulturpolitiker trat Plagemann für die kommunale Förderung der Kultur in deutschen Städten ein. In Hamburg setzte er sich neben Theater, Musik und Stadtteilkultur unter anderem für die hamburgische Filmförderung und für die Etablierung von Arbeitsstipendien für bildende Künstler ein. Plagemann trat mit zahlreichen Publikationen und Vorträgen zur Museumsgeschichte, Denkmalgeschichte, Kunst im öffentlichen Raum und hamburgischen Kunstgeschichte vom Mittelalter bis zur Gegenwart hervor.
Von besonderer Tragweite war seine organisatorische Umsetzung des Bremer Modells Kunst im öffentlichen Raum und dessen Ausgestaltung in der Praxis in den Hansestädten Bremen und Hamburg. Die Bremische Bürgerschaft hatte 1973 (noch vor Plagemanns Amtsantritt) beschlossen, die seit 1952 für Bauten der Hansestadt geltende Regelung für Kunst am Bau grundlegend zu ändern und eine eigene Haushaltsstelle „Kunst im öffentlichen Raum“ ohne unmittelbare Bindung an die einzelnen Bauwerke einzurichten; zugleich wurde die Zuständigkeit vom Bausenator zum Senator für Kultur verlagert.
Über die Orte und die einzelnen Maßnahmen hatte dann von Beginn (1974) an eine unabhängige Kunstkommission, die auch aus überregionalen Kunstsachverständigen bestand, sowie – bei Wettbewerben – eine jeweils unabhängige Jury zu entscheiden.
Nach Plagemanns Wechsel nach Hamburg löste ein solches Modell auch dort 1981 die Kunst-am-Bau-Regelung für die Bauvorhaben Hamburgs ab. Konzeptionelle Bindungen etwa in Bezug auf Funktion des Kunstwerks, Ortsgebundenheit oder Projektvolumen entfielen damit weitgehend. Auch konnte Künstlern nun Einfluss auf den Aufstellungsort eingeräumt werden, was insbesondere der ortsspezifischen Kunst zugutekam.
Plagemann lebte und arbeitete bis zu seinem Tode in Bremen.

## Schriften (Auswahl)
- Das deutsche Kunstmuseum 1790–1870. Lage, Baukörper, Raumorganisation, Bildprogramm (= Studien zur Kunst des neunzehnten Jahrhunderts. Bd. 3, ISSN 0081-7325). Prestel, München 1967 (Zugleich: Hamburg, Univ., Diss. v. 11. Nov. 1967).
- als Herausgeber mit Hans-Ernst Mittig: Denkmäler im 19. Jahrhundert. Deutung und Kritik (= Studien zur Kunst des 19. Jahrhunderts. Bd. 20). Prestel, München 1972, ISBN 3-7913-0349-X.
- Bremen und Bremerhaven (Deutsche Lande - Deutsche Kunst). 3., völlig veränderte Auflage. Deutscher Kunstverlag, München u. a. 1979, ISBN 3-422-00113-1.
- als Herausgeber: Industriekultur in Hamburg. Des Deutschen Reiches Tor zur Welt. C. H. Beck, München 1984, ISBN 3-406-09675-1.
- als Herausgeber: Übersee. Seefahrt und Seemacht im Deutschen Kaiserreich. C. H. Beck, München 1988, ISBN 3-406-33305-2.
- als Herausgeber: Kunst im öffentlichen Raum. Anstöße der 80er Jahre. Herausgegeben im Auftrag der Kulturbehörde Hamburg. DuMont, Köln 1989, ISBN 3-7701-2482-0.
- Kunstgeschichte der Stadt Hamburg. Junius-Verlag, Hamburg 1995, ISBN 3-88506-257-7.
- als Herausgeber: Kunst im öffentlichen Raum. Ein Führer durch die Stadt Hamburg. Junius-Verlag, Hamburg 1997, ISBN 3-88506-275-5.
- Versunkene Kunstgeschichte. Die Kirchen und Künstler des Mittelalters in Hamburg. Dölling und Galitz, Hamburg 1999, ISBN 3-933374-50-2.
- als Herausgeber: Die Kunst des protestantischen Barock in Hamburg (= Vorträge der Stiftung Denkmalpflege Hamburg. Bd. 2). Dölling und Galitz, Hamburg 2001, ISBN 3-935549-02-4.
- als Herausgeber: Die Kunst in Hamburg von der Aufklärung in die Moderne (= Vorträge der Stiftung Denkmalpflege Hamburg. Bd. 3). Dölling und Galitz, Hamburg 2002, ISBN 3-935549-38-5.
- als Herausgeber: Hamburgs Kulturdenkmäler erhalten. 25 Jahre Stiftung Denkmalpflege Hamburg. Dölling und Galitz, Hamburg u. a. 2003, ISBN 3-935549-76-8.
- als Herausgeber: Die Kunst der Moderne in Hamburg (= Vorträge der Stiftung Denkmalpflege Hamburg. Bd. 4). Dölling und Galitz, Hamburg u. a. 2003, ISBN 3-935549-58-X.
- Eduard Bargheer. Ellert & Richter, Hamburg 2008, ISBN 978-3-8319-0324-5.
- Kultur. In: Karl Marten Barfuß u. a. (Hrsg.): Geschichte der Freien Hansestadt Bremen von 1945 bis 2005. Band 2: Von 1970 bis 1989. Edition Temmen, Bremen 2010, ISBN 978-3-8378-1020-2, S. 448–505.
- Die Villen des Andrea Palladio. Herausgegeben vom Bremer Zentrum für Baukultur (b.zb) und der Deutsch-Italienischen Gesellschaft in Bremen und Hamburg. Ellert & Richter, Hamburg 2012, ISBN 978-3-8319-0462-4.
- Künstlerreisen nach Italien. Von Meister Bertrams Pilgerfahrt bis zur Académie de France. Parthasverlag, Berlin 2022, ISBN 978-3-86964-123-2.